# 稻星山
稻星山（日语：／ Inaboshi-yama）是日本大分縣竹田市內的一座活火山。標高1774公尺，是九重山系的一個峰，同時也是阿蘇九重國立公園的一部分。稻星山以西是九重山的主峰久住山，以北則是九州島最高峰的中嶽。
山體因15,000年－10,000年前的火山活動形成，同時形成的還有久住山、中嶽、星生山、三俁山、湯澤山、泉水山等山峰。